# Дорофеев, Денис Викторович
Денис Викторович Дорофеев (укр. Денис Вікторович Дорофєєв; 20 апреля 1980, Каменец-Подольский — 24 января 2024, Константиновка) — украинский военнослужащий, младший сержант, участник российско-украинской войны. Герой Украины (2024, посмертно).

## Биография
Родился 20 апреля 1980 года. Проживал в городе Каменец-Подольский Хмельницкой области. После прохождения срочной службы работал на различных предприятиях.
В 2016 году подписал контракт с Вооружёнными силами Украины и принимал участие в АТО на востоке страны.
Во время полномасштабного вторжения России в Украину продолжал службу в звании младшего сержанта, занимая должность командира отделения заграждений взвода заграждений инженерно-сапёрной роты воинской части.
Погиб 24 января 2024 года при выполнении боевого задания в районе города Константиновка Донецкой области. Похоронен в Каменце-Подольском.

## Награды
- Звание «Герой Украины» с удостоением ордена «Золотая Звезда» (23 августа 2024, посмертно) — за личное мужество и героизм, проявленные в защите государственного суверенитета и территориальной целостности Украины, верность военной присяге[3].
- Медаль «За военную службу Украине» (2022) — за личное мужество и отвагу, проявленные в защите государственных интересов, укрепление обороноспособности и безопасности Украины[4].
- Крест боевых заслуг (2 ноября 2023) — за личное мужество, проявленное в защите государственного суверенитета и территориальной целостности Украины, самоотверженное исполнение воинского долга[5].